# Barrage de Zangmu
Le barrage de Zangmu est un barrage situé dans la région autonome du Tibet dans la République populaire de Chine. C'est le premier barrage situé sur le Brahmapoutre. Sa construction a débuté en 2009 et devrait être terminé en 2015. Il aurait un coût de 9,6 milliards de yuans soit l'équivalent de 1,26 milliard d’euros.

## Histoire
En novembre 2014, une première turbine du barrage de Zangmu a été mise en route.